# John Selby Spence
John Selby Spence (ur. 29 lutego 1788, zm. 24 października 1840) – amerykański polityk.
W dwóch różnych okresach był przedstawicielem ósmego okręgu wyborczego w stanie Maryland w Izbie Reprezentantów Stanów Zjednoczonych. Funkcję tę piastował w latach 1823–1825 przez jedną dwuletnią kadencję Kongresu Stanów Zjednoczonych oraz w latach 1831–1833, również przez jedną dwuletnią kadencję.
Do Kongresu Stanów Zjednoczonych powrócił w 1836 roku, gdy został wybrany do Senatu Stanów Zjednoczonych, aby zastąpić zmarłego Roberta Henry’ego Goldsborough. Funkcję tę piastował aż do śmierci w 1840 roku.